# Tangará-falso
O tangará-falso (nome científico: Chiroxiphia pareola), também chamado no vernáculo como tangará-príncipe, tangará-de-costa-azul, tangará-de-dorso-azul, tangará-zé-bezerra, dançarino, tangará-dançarino, dançarino-de-costas-azuis, cabeça-encarnada, rendeira, maria-rendeira, uirapuru ou uirapuru-de-costa-azul, é uma espécie de ave passeriforme da família dos piprídeos (Pipridae).

## Etimologia
O nome do gênero Chiroxiphia é formado pelo grego kheír (χείρ), "mão", e xíphos (ξίφος), "espada", e o epíteto específico pareola é o diminutivo do latim Parus, "chapim", o nome atribuído por Lineu a um gênero de aves. O nome popular "tangará" originou-se no tupi tanga'ra, em sentido definido. Foi historicamente registrado como tangarã em ca. 1584, tangara em ca. 1594, tangará em 1610 e tinguara em ca. 1631. Já "uirapuru" deriva do tupi gwïrapu'ru, em sentido definido, e foi registrado pela primeira vez em 1905.

## Taxonomia e sistemática
O tangará-falso foi descrito por Carlos Lineu em 1766, sob o nome de Pipra pareola. A sistemática da espécie é pouco compreendida e suscita debates, pois alguns ornitólogos acreditam que Chiroxiphia pareola consiste em mais de uma espécie. Ridgway (1907) tratou as populações regina como uma espécie separada, mas Hellmayr (1929) tratou-a como uma subespécie de C. pareola, e esse tratamento foi seguido na maioria das classificações subsequentes. Silva et al. (2018), mediante sequenciamento de DNA, conduziram um estudo filogenético sobre os gêneros Chiroxiphia e Antilophia e sugeriram que C. pareola regina e C. pareola napensis devem ser tratadas como espécies independentes. Além disso, identificaram três clados divergentes em C. pareola pareola, provavelmente correspondendo a subespécies distintas: um com a subespécie de Tobago (em Trindade e Tobago) e com representantes da margem norte do rio Amazonas; outro com os indivíduos da Mata Atlântica e sul do rio Amazonas.
Até o momento, não houve uma proposta apresentada ao Comitê de Classificação Sul-Americano (SACC), de modo que o tangará-falso não sofreu alterações com relação às suas subespécies atuais. Anteriormente, o tangará-das-iungas (Chiroxiphia boliviana) era reconhecida como subespécie (C. p. boliviana), mas os estudos conduzidos por Parker & Remsen (1987) e Ridgely & Tudor (1994), suplementados pela evidência de Silva et al. (2018), confirmaram que é uma espécie própria. Harvey et al. (2021) descobriram que o tangará-falso é, na verdade, uma espécie irmã de todas as outras espécies dos gêneros Chiroxiphia e Antilophia. O Congresso Ornitológico Internacional (IOC), e a lista de Clements v.2015 reconhecem quatro subespécies de tangará-falso, com sua distribuição geográfica correspondente:
- Chiroxiphia pareola pareola (Lineu, 1766) - leste da Venezuela, nas Guianas, norte e leste da Amazônia brasileira e no litoral da região nordeste a sudeste do Brasil, na Mata Atlântica;[5]
- Chiroxiphia pareola regina (P. L. Sclater, 1856) - Zona tropical do nordeste do Peru ao sul do rio Amazonas, no oeste da Amazônia brasileira;
- Chiroxiphia pareola atlantica (Dalmas, 1900) - endêmica da ilha de Tobago, no Caribe;
- Chiroxiphia pareola napensis (W. Miller, 1908) - zona tropical do sudeste da Colômbia, a leste da cordilheira dos Andes até o leste do Equador, Peru e Bolívia.[5]

## Descrição
O tangará-falso mede entre 12 e 12,5 centímetros de comprimento. A espécie apresenta dimorfismo sexual. O macho pesa de 17 a 21 gramas na subespécie nominal, 20 a 24,5 gramas na atlântica, enquanto a fêmea pesa entre 18 e 21 gramas. O macho da subespécie nominal possui uma pequena crista frontal preta, uma mancha vermelha na coroa, dorso e escapulares azul-claros - formando uma área de coloração azul-celeste intensa, semelhante a um manto, sobre o dorso próximo ao pescoço. O restante da plumagem é predominantemente negro, incluindo o ventre, cauda, pescoço e cabeça. As asas e retrizes variam do negro ao cinza. As três primárias externas são pontiagudas, com hastes espessas e farpas reduzidas. A íris é marrom-avermelhada escura, o bico é preto e os tarsos, laranja-avermelhados. Destaca-se uma área vermelha no topo da cabeça, formando um topete que se prolonga em dois "cornos" voltados para trás - característica que inspira o nome popular “cabeça-encarnada”. Distingue-se do semelhante tangará-lanceolado (C. lanceolata) pela ausência de retrizes centrais alongadas, presentes no último. Também difere do tangará-dançarino (C. caudata), que possui penas medianas da cauda alongadas e azuis, ausentes no tangará-falso. Espécimes da subespécie C. pareola regina apresentam penas amarelas no topo da cabeça, em vez de vermelhas.
A fêmea apresenta coloração verde-oliva a verde-olivácea, com plumagem mais discreta em comparação ao macho. Destacam-se uma garganta amarelada, barriga e coberteiras infracaudais branco-amareladas, peito mais pálido e uma auréola de penas claras ao redor dos olhos. Os tarsos são rosados. Os juvenis lembram as fêmeas, enquanto os machos imaturos passam por uma série de plumagens intermediárias. Inicialmente, adquirem uma coroa vermelha e, por vezes, um pouco de azul no dorso, mas mantêm uma coloração geral mais discreta, variando do verde-oliváceo ao cinzento. As subespécies diferem principalmente em tamanho e, em menor grau, na coloração dos machos. A subespécie atlântica é a maior. A napensis é bem menor, com vermelho mais vivo na coroa e azul do dorso ligeiramente mais escuro. Já a regina apresenta uma mancha amarelo-dourada na coroa, em vez de vermelha.

## Distribuição e habitat

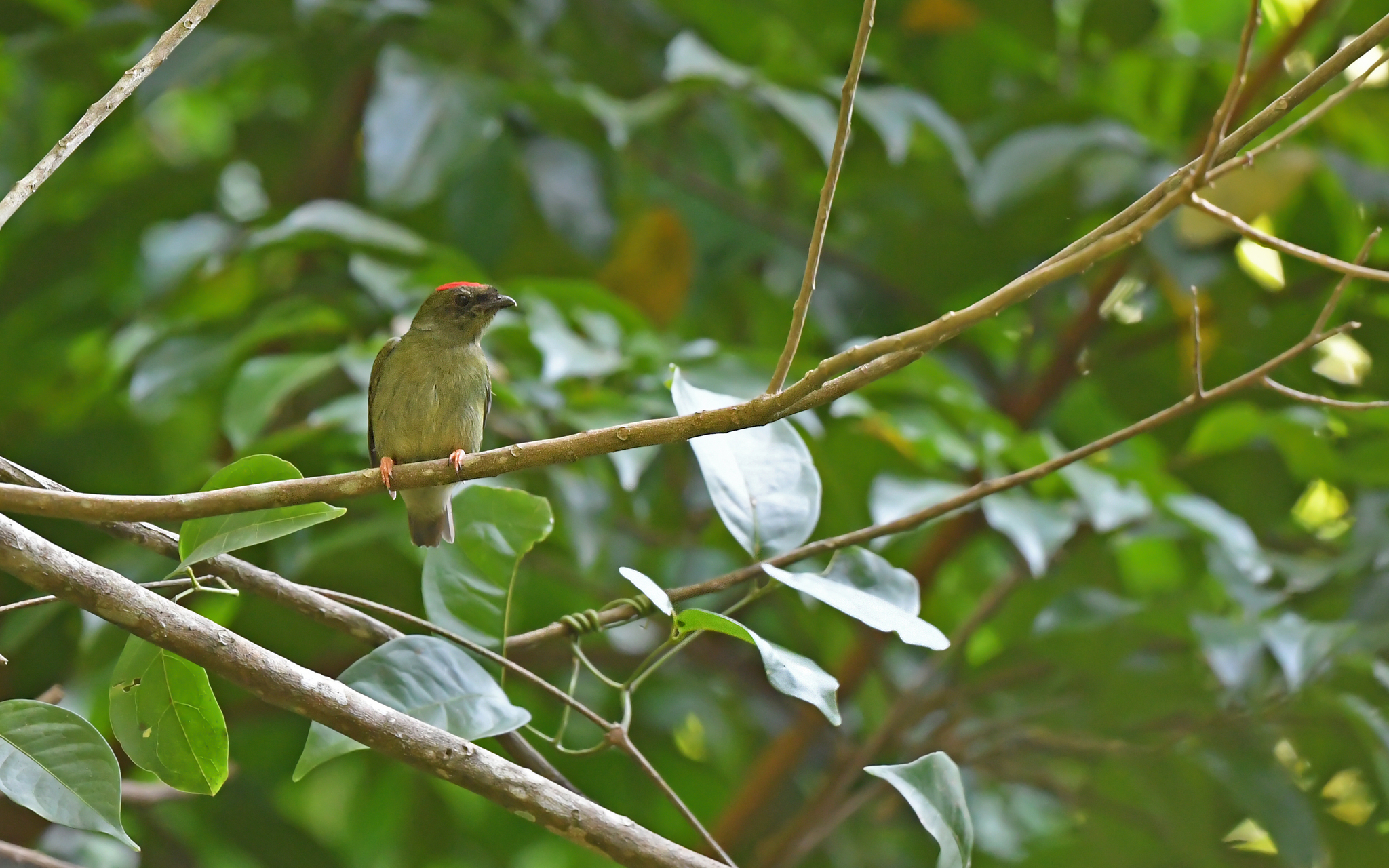
Macho juvenil avistado em Pequiá, no Espírito Santo

O tangará-falso está ocorre desde a América Central (na ilha de Tobago, Caribe) ao leste do Brasil, o sudeste da Colômbia, a leste da cordilheira dos Andes até o leste do Equador e leste do Peru e Bolívia, nas Guianas e Venezuela, ao norte. No Brasil, em particular, ocorre nos estados do Acre, Alagoas, Amapá, Amazonas, Bahia, Ceará, Espírito Santo, Goiás, Maranhão, Mato Grosso, Paraíba, Pará, Pernambuco, Piauí, Rio Grande do Norte, Rondônia, Roraima, Sergipe e Tocantins, nos biomas da Amazônia, Caatinga, Cerrado e Mata Atlântica. Em termos hidrográficos, está presente nas sub-bacias do Araguaia, do Contas, da foz do Amazonas, do Gurupi, do Itapecuru, do Paraguaçu, do Jequitinhonha, do litoral do Amapá, Alagoas Pernambuco, Paraíba, Bahia, Espírito Santo, Ceará, Piauí e Sergipe, do Madeira, do Mearim, do Negro, do Paraíba, do Médio e Baixo Parnaíba, do Paru, do Purus, do Solimões, do Baixo São Francisco, do Tapajós, do Alto e Baixo Tocantins, do Trombetas e do Xingu.
O tangará-falso habita florestas da região neotropical, incluindo sub-bosques, florestas de terra firme, de várzea e áreas litorâneas arborizadas. Vive preferencialmente no interior de matas primárias e secundárias maduras, especialmente aquelas com vegetação rasteira lenhosa abundante, além de florestas mais secas e matas arbustivas em regiões como Tobago, Venezuela e Guiana. Ocorre principalmente em terras baixas, geralmente abaixo de 500 metros de altitude, podendo chegar localmente a até 750 metros no Equador e no Peru. No leste do Brasil (sul da Bahia e Espírito Santo), onde sua distribuição se sobrepõe à do tangará-dançarino, restringe-se às terras baixas, enquanto essa última espécie ocupa florestas montanhosas acima de 500 metros.

## Ecologia

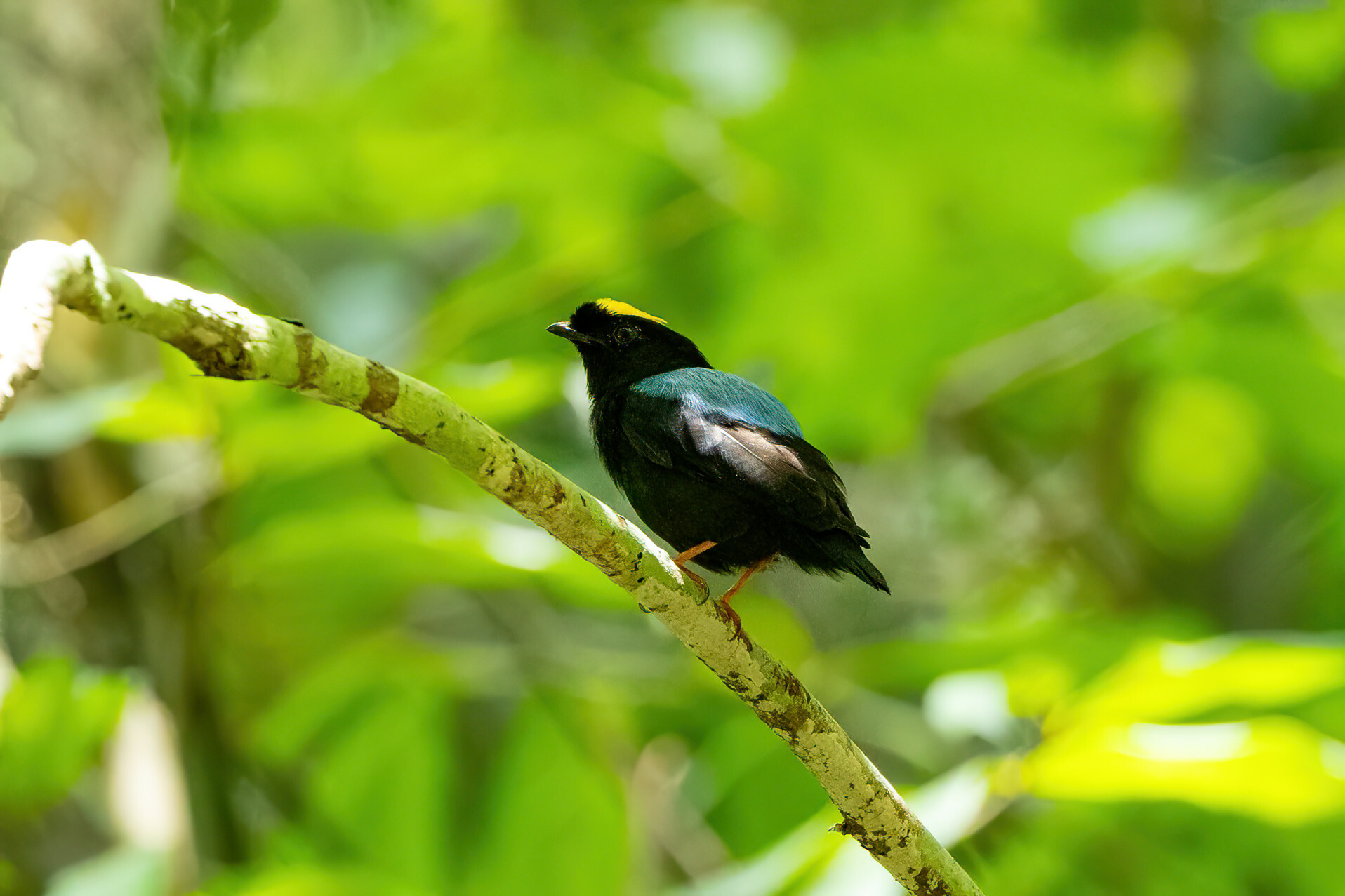
Macho da subespécie Chiroxiphia p. regina avistado em Alegria, no Peru

O tangará-falso é um pássaro onívoro e se alimenta de frutos e insetos que arranca da vegetação em voos curtos de ataque.

## Vocalização
O chamado de aviso dos machos é um wrrrr contínuo, geralmente seguido por um chup abrupto, simples ou duplo. Também vocalizam um som dissilábico, joy-ee. Os duetos entre machos consistem em séries de notas chup quase perfeitamente sincronizadas. Durante o acasalamento, produzem notas vibrantes em ritmo acelerado, culminando com um swee-eeék muito alto emitido pelo macho dominante, semelhante aos chamados do tangará-rabilongo (C. linearis). Ambos os sexos emitem um tuí límpido, por vezes dobrado. Durante o ritual de exibição, os machos, geralmente dois, alternam-se em sons como uít-uít, tikarr-tikarr (anasalado), um animado gargarejo kua-ka-ka, seguido por um sonoro tjörr-tjörr. Um deles se agacha enquanto o outro pula verticalmente, revezando-se sob um ronronar rítmico, finalizando num estridente tic-tic.

### Reprodução e nidificação
Segundo Eurico Santos, seus hábitos se igualam aos do tangará. A reprodução ocorre de março a julho em Tobago; no Brasil, a postura de ovos é registrada entre setembro e abril na região norte (área de Belém) e em novembro no leste (estado da Bahia). Durante a exibição nupcial, dois machos - geralmente um dominante e um subordinado - se empoleiram lado a lado em caules horizontais finos próximos ao solo, realizando alternadamente saltos ascendentes com breves voos esvoaçantes. Quando uma fêmea se aproxima, o macho dominante salta, paira no ar e recua em voo para retornar ao poleiro, sendo imitado pelo subordinado. A sequência continua até que um chamado agudo do macho dominante afaste o outro. Em seguida, o dominante realiza um voo em ziguezague, semelhante ao de uma borboleta, ao redor da fêmea, antes da cópula. Finalmente, o macho dominante voa silenciosamente ao redor da fêmea, pousando em curtos intervalos, e ocorre a cópula no galho. A nidificação em Tobago ocorre a cerca de dois metros do solo. Os ninhos podem ser uma xícara funda, porém frágil, feita de radículas com base de folhas secas, posicionada em uma forquilha lateral, ou dispostos na base da folha de uma pequena palmeira. Na região de Belém, os ninhos costumam ficar entre 1 e 2 metros de altura, geralmente com folhas secas e fibras penduradas na parte inferior. A fêmea põe dois ovos, que são densamente cobertos por manchas de um castanho-avermelhado e algumas cinzentas.

## Conservação
A União Internacional para a Conservação da Natureza (UICN) classifica o tangará-falso como pouco preocupante (LC), pois ocorre numa distribuição extremamente grande e não se aproxima dos limiares para Vulnerável sob o critério de tamanho de distribuição (segundo a IUCN, extensão de ocorrência < 20 mil quilômetros quadrados combinada com um tamanho de distribuição decrescente ou flutuante, extensão/qualidade do habitat ou tamanho populacional e um pequeno número de locais ou fragmentação severa). Sabe-se que suas populações estão em tendência decrescente, mas o declínio não é suficientemente rápido para se aproximar dos limiares para vulnerável (> 30% de declínio ao longo de dez anos ou três gerações) e sua população é muito grande, o que igualmente descaracteriza a classificação como vulnerável (< 10 mil indivíduos maduros com um declínio contínuo estimado em > 10% em dez anos ou três gerações, ou com uma estrutura populacional especificada).
No Brasil, em 2005, foi classificado como em perigo (EN) na Lista de Espécies da Fauna Ameaçadas do Espírito Santo; em 2018, como pouco preocupante (LC) na Lista Vermelha do Livro Vermelho da Fauna Brasileira Ameaçada de Extinção do Instituto Chico Mendes de Conservação da Biodiversidade (ICMBio); em 2021, foi mencionado na Lista de Aves do Ceará e em 2022, foi classificado como em perigo (EN) na Lista Vermelha de Espécies Ameaçadas da Fauna do Ceará. O tangará-falso é tolerante a certa alteração ambiental e não são conhecidas ameaças capazes de levá-lo à extinção no futuro próximo. No território brasileiro, é considerado de incomum a localmente comum. No Parque Nacional do Jaú há uma grande população de tangarás-falsos em toda unidade.

### Áreas de conservação
No Brasil, o tangará-falso está presente em várias áreas de conservação:
Áreas de Proteção Ambiental (APA)
- Barra do Rio Mamanguape
- Costa dos Corais
- Serra da Ibiapaba
- Aldeia-Beberibe
- Baía de Todos os Santos
- Bonfim/Guaraíra
- Costa de Itacaré/Serra Grande
- Reentrâncias Maranhenses
- Murici
- Upaon-Açu/Miritiba/Alto Preguiças
- Arquipélago do Marajó
- Lago de Tucuruí
- Rio Curiaú
- Ilha do Bananal/Cantão
- Lagoa Encantada
- Margem Direita do Rio Negro – Setor Paduari-Solimões
- Margem Esquerda do Rio Negro – Setor Tarumã-Açu/Tarumã-Mirim
- Marimbus/Iraquara
- Santo Antônio

Estações Ecológicas (ESEC)
- Maracá
- Murici

Florestas Nacionais (Flona)
- Amaná
- Carajás
- Tapajós
- Restinga de Cabedelo
- Tapirapé-Aquiri
- Trairão

Parques Nacionais (PARNA)
- Amazônia
- Araguaia
- Campos Amazônicos
- Chapada Diamantina
- Sete Cidades
- Ubajara
- Cabo Orange
- Viruá
- Jaú
- Lençóis Maranhenses
- Montanhas do Tumucumaque
- Serra da Cutia
- Serra das Lontras
- Serra do Divisor
- Serra do Pardo

Reservas Biológicas (Rebio)
- Pedra Talhada
- Saltinho
- Una
- Córrego Grande
- Gurupi
- Jaru
- Guaribas
- Nascentes da Serra do Cachimbo
- Rio Trombetas
- Tapirapé
- Traçadal

Reservas de Desenvolvimento Sustentável (RDS)
- Amanã
- Piagaçu-Purus

Reservas Extrativistas (Resex)
- Lago do Capanã Grande
- Rio Cajari

Refúgios de Vida Silvestre (Revis)
- Mata do Junco
- Matas do Sistema Gurjaú
- Una

Reservas Particulares do Patrimônio Natural (RPPN)
- Água Bonita
- Aldeia Ekinox
- Araçari
- Ecoparque de Una
- Engenho Gargaú
- Fazenda Boa Esperança
- Fazenda Pacatuba
- Fazenda Panema
- Fazenda Paraíso
- Fazenda Santa Beatriz do Carnijó
- Fazenda São Pedro
- Fazenda Sayonara
- Fonte da Bica
- Lote Cristalino
- Retiro Boa Esperança
- São Joaquim da Cabonha APA I e APA II
- Seringal Assunção
- Seringal Triunfo
- Sítio Jaquarema
- Sumaúma
- Irara
- Salto Apepique

Parques Estaduais
- Serra do Conduru
- Sete Passagens
- Dois Irmãos

Terras Indígenas e Áreas Diversas
- Igarapé Lourdes
- Inawebohona
- Kulina do Médio Juruá
- Parque do Araguaia
- Sai-Cinza
- Estação Veracel – Mata do Cedro